# Pythian Temple
Le Pythian Temple est un bâtiment historique de style Art déco situé au 135 West 70th Street entre Colombus et Broadway dans le quartier de Lincoln Square à Manhattan, New York.  

## Historique
L’immeuble est construit en 1927 pour servir de lieu de réunion aux 120 loges new-yorkaises des Chevaliers de Pythias, une société secrète fondée en 1864. On y trouve au second étage un auditorium de 1600 places.
À partir des années 1940, il abrite, pendant de nombreuses années, un studio d'enregistrement. C’est au Pythian Temple que l’auteur-compositeur-interprète Bill Haley enregistre, le 12 avril 1954, le titre Rock Around the Clock. Buddy Holly (1936-1959) et Billie Holiday (1915-1959) y enregistrent également.
En 1958, le bâtiment est acheté par l’Institut de technologie de New York.
En 1986, sous la direction de l'architecte David Gura, l’immeuble est transformé en bâtiment d’habitation et divisé en appartements. Cela entraîne l’ouverture de nombreuses fenêtres sur la façade, auparavant aveugle.
Aujourd'hui, le Pythian Temple est un immeuble de luxe en copropriété composé de 88 logements, connu sous le nom de The Pythian. 

## Architecture

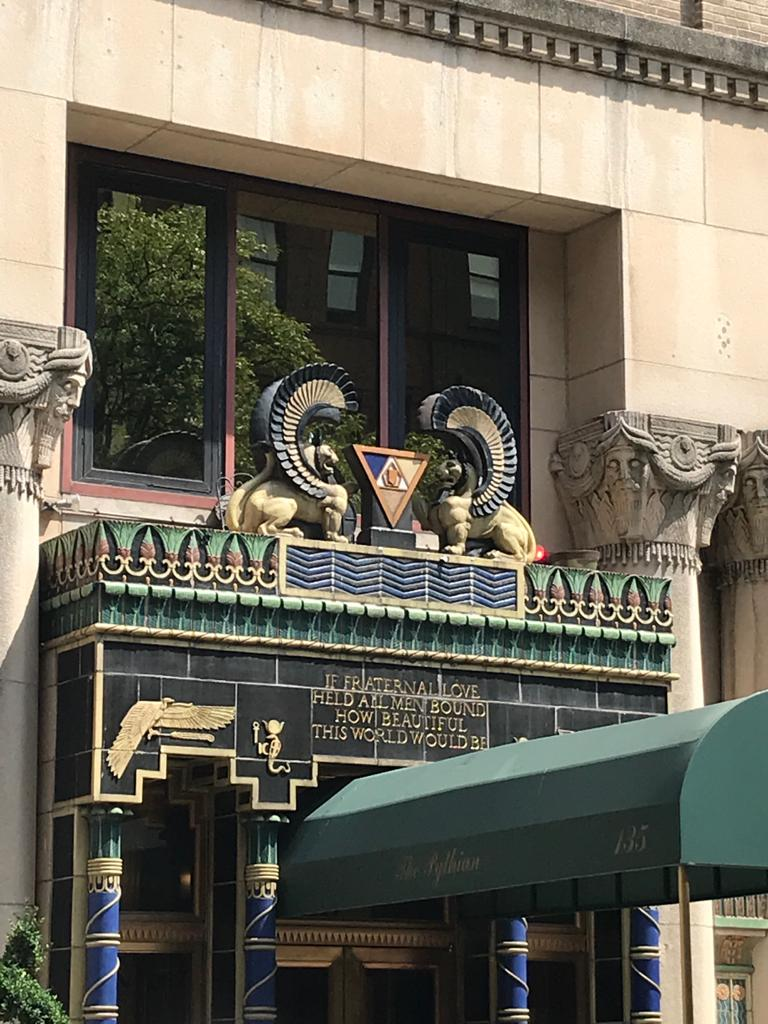
L’entrée.

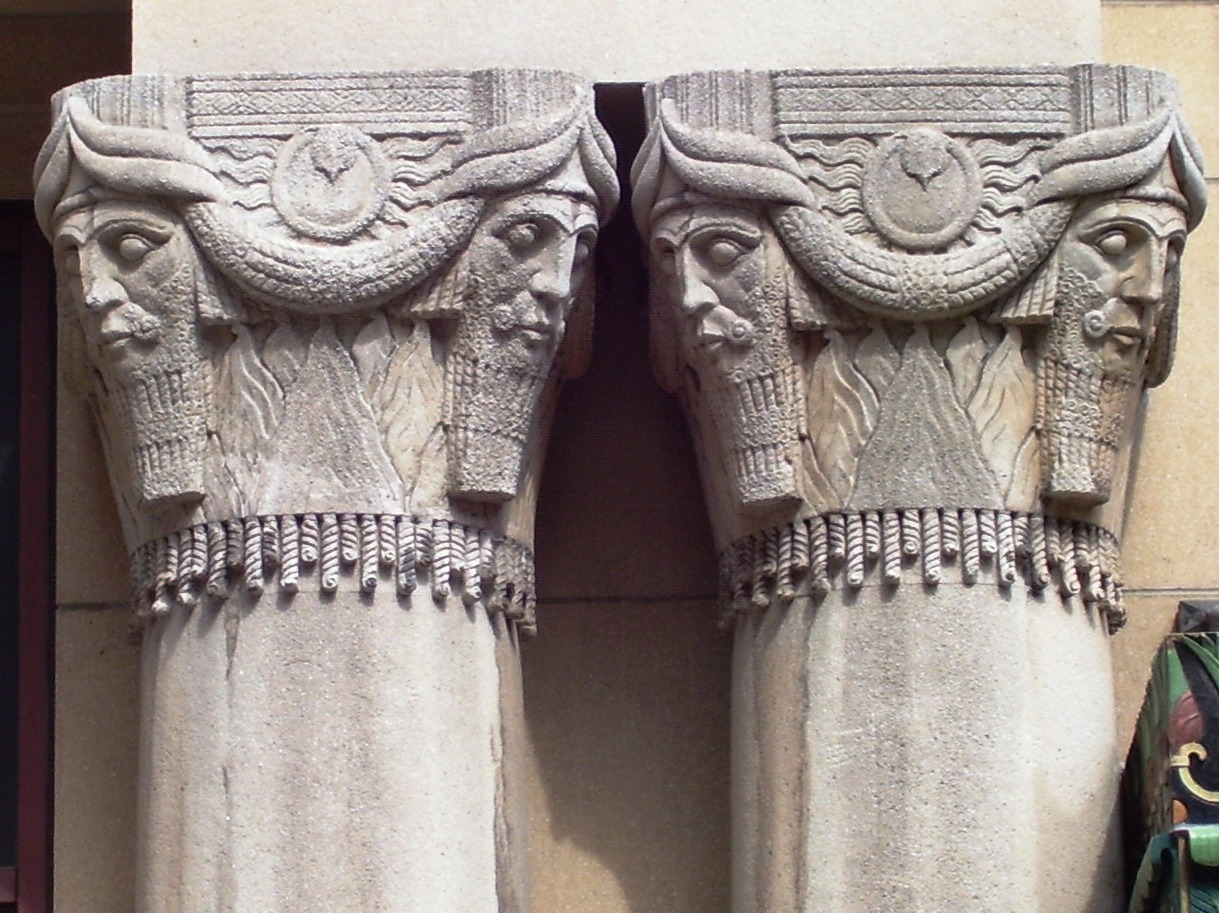
Chapiteaux.

D’une hauteur de 45 m, le bâtiment de style Art déco a l’allure d’un temple néo-égyptien flamboyant. Il est décoré de motifs sumériens, assyriens et égyptiens.
On relève au-dessus du pavillon d’entrée en terre cuite bleue vernissée l’inscription If fraternal love held all men bound, how beautiful this world would be, devise de l’ordre des Chevaliers de Pythias.

## Résidents connus
- Le réalisateur, producteur et scénariste américain Robert Altman y a vécu des années 1990 à sa mort en 2006[5].

- La chanteuse Lady Gaga y a passé la plus grande partie de son enfance[6].